# Skilanglauf-Eastern-Europe-Cup 2013/14
Der Skilanglauf-Eastern-Europe-Cup 2013/14 war eine von der FIS organisierte Wettkampfserie, die zum Unterbau des Skilanglauf-Weltcups 2013/14 gehörte. Sie begann am 20. November 2013 in Werschina Tjoi und endete am 26. Februar 2014 in Syktywkar. Die Gesamtwertung der Männer gewann Sergei Turyschew; bei den Frauen war Natalja Korosteljowa erfolgreich.

## Männer

### Resultate
| 1. Eastern-Europe-Cup in Werschina Tjoi, 20. bis 24. November 2013 | 1. Eastern-Europe-Cup in Werschina Tjoi, 20. bis 24. November 2013 | 1. Eastern-Europe-Cup in Werschina Tjoi, 20. bis 24. November 2013 | 1. Eastern-Europe-Cup in Werschina Tjoi, 20. bis 24. November 2013 | 1. Eastern-Europe-Cup in Werschina Tjoi, 20. bis 24. November 2013 |
| ------------------------------------------------------------------ | ------------------------------------------------------------------ | ------------------------------------------------------------------ | ------------------------------------------------------------------ | ------------------------------------------------------------------ |
| Datum                                                              | Disziplin                                                          | Erster Platz                                                       | Zweiter Platz                                                      | Dritter Platz                                                      |
| 20. November 2013                                                  | 10 km klassisch                                                    | Alexander Utkin                                                    | Sergei Turyschew                                                   | Raul Schakirsjanow                                                 |
| 21. November 2013                                                  | Sprint klassisch                                                   | Stanislaw Wolschenzew                                              | Maxim Kovalev                                                      | Andrei Parfjonow                                                   |
| 23. November 2013                                                  | Sprint Freistil                                                    | Jermil Wokujew                                                     | Raul Schakirsjanow                                                 | Andrey Feller                                                      |
| 24. November 2013                                                  | 15 km Freistil                                                     | Sergei Turyschew                                                   | Stanislaw Wolschenzew                                              | Andrei Melnitschenko                                               |

| 2. Eastern-Europe-Cup in Krasnogorsk, 22. bis 26. Dezember 2013 | 2. Eastern-Europe-Cup in Krasnogorsk, 22. bis 26. Dezember 2013 | 2. Eastern-Europe-Cup in Krasnogorsk, 22. bis 26. Dezember 2013 | 2. Eastern-Europe-Cup in Krasnogorsk, 22. bis 26. Dezember 2013 | 2. Eastern-Europe-Cup in Krasnogorsk, 22. bis 26. Dezember 2013 |
| --------------------------------------------------------------- | --------------------------------------------------------------- | --------------------------------------------------------------- | --------------------------------------------------------------- | --------------------------------------------------------------- |
| Datum                                                           | Disziplin                                                       | Erster Platz                                                    | Zweiter Platz                                                   | Dritter Platz                                                   |
| 22. Dezember 2013                                               | 50 km Freistil                                                  | Konstantin Glawatskich                                          | Andrei Larkow                                                   | Anton Ziuzev                                                    |
| 23. Dezember 2013                                               | Sprint Freistil                                                 | Sergei Ustjugow                                                 | Igor Ussatschow                                                 | Michail Kuklin                                                  |
| 25. Dezember 2013                                               | 15 km klassisch                                                 | Sergei Turyschew                                                | Alexander Bessmertnych                                          | Nikolay Bolotov                                                 |
| 26. Dezember 2013                                               | Teamsprint klassisch                                            | RusslandAlexander Bessmertnych Nikita Stupak                    | RusslandGleb Retiwych Andrei Parfjonow                          | RusslandNikolay Bolotov Dmitriy Ozerskiy                        |

| 3. Eastern-Europe-Cup in Syktywkar, 23. bis 26. Februar 2014 | 3. Eastern-Europe-Cup in Syktywkar, 23. bis 26. Februar 2014 | 3. Eastern-Europe-Cup in Syktywkar, 23. bis 26. Februar 2014 | 3. Eastern-Europe-Cup in Syktywkar, 23. bis 26. Februar 2014 | 3. Eastern-Europe-Cup in Syktywkar, 23. bis 26. Februar 2014 |
| ------------------------------------------------------------ | ------------------------------------------------------------ | ------------------------------------------------------------ | ------------------------------------------------------------ | ------------------------------------------------------------ |
| Datum                                                        | Disziplin                                                    | Erster Platz                                                 | Zweiter Platz                                                | Dritter Platz                                                |
| 23. Februar 2014                                             | 15 km klassisch                                              | Nikolai Chochrjakow                                          | Sergei Turyschew                                             | Alexander Utkin                                              |
| 25. Februar 2014                                             | Sprint Freistil                                              | Gleb Retiwych                                                | Iwan Anissimow                                               | Andrei Parfjonow                                             |
| 26. Februar 2014                                             | 30 km Skiathlon                                              | Nikolai Chochrjakow                                          | Stanislaw Wolschenzew                                        | Kirill Vichuzhanin                                           |

### Gesamtwertung Männer
| Rang | Name                   | Punkte |
| ---- | ---------------------- | ------ |
| 1.   | Sergei Turyschew       | 424    |
| 2.   | Alexander Utkin        | 332    |
| 3.   | Nikolai Chochrjakow    | 329    |
| 4.   | Raul Schakirsjanow     | 277    |
| 5.   | Stanislaw Wolschenzew  | 275    |
| 6.   | Andrei Parfjonow       | 248    |
| 7.   | Konstantin Glawatskich | 234    |
| 8.   | Jermil Wokujew         | 193    |
| 9.   | Dmitri Ploskonossow    | 187    |
| 10.  | Kirill Vichuzhanin     | 182    |
| 11.  | Andrei Melnitschenko   | 174    |
| 12.  | Michail Kuklin         | 172    |
| 13.  | Jewgeni Dementjewv     | 166    |
| 14.  | Gleb Retiwych          | 160    |

| Rang | Name                   | Punkte |
| ---- | ---------------------- | ------ |
| 15.  | Iwan Anissimow         | 147    |
| 16.  | Andrey Feller          | 146    |
| 17.  | Igor Ussatschow        | 130    |
| 18.  | Sergei Ustjugow        | 124    |
| 19.  | Wladislaw Skobelew     | 115    |
| 20.  | Anton Ziuzev           | 111    |
| 21.  | Nikita Stupak          | 106    |
| 21.  | Pavel Vikulin          | 106    |
| 23.  | Iwan Artejew           | 95     |
| 23.  | Maxim Kovalev          | 95     |
| 25.  | Andrei Larkow          | 92     |
| 26.  | Michail Dewjatjarow    | 87     |
| 27.  | Alexander Bessmertnych | 80     |
| 28.  | Artjom Schmurko        | 78     |

| Rang | Name               | Punkte |
| ---- | ------------------ | ------ |
| 29.  | Ilja Sannikov      | 77     |
| 30.  | Alexei Wizenko     | 74     |
| 31.  | Nikolay Bolotov    | 72     |
| 32.  | Roman Tarassow     | 69     |
| 33.  | Ilya Mashkov       | 66     |
| 33.  | Andrey Smolianin   | 66     |
| 35.  | Dmitriy Derbin     | 63     |
| 36.  | Alexander Kuleshov | 62     |
| 37.  | Rifat Safiullin    | 61     |
| 37.  | Jakov Sezemov      | 61     |
| 39.  | Ivan Solodov       | 51     |
| 40.  | Andrey Kalsin      | 49     |

## Frauen

### Resultate
| 1. Eastern-Europe-Cup in Werschina Tjoi, 20. bis 24. November 2013 | 1. Eastern-Europe-Cup in Werschina Tjoi, 20. bis 24. November 2013 | 1. Eastern-Europe-Cup in Werschina Tjoi, 20. bis 24. November 2013 | 1. Eastern-Europe-Cup in Werschina Tjoi, 20. bis 24. November 2013 | 1. Eastern-Europe-Cup in Werschina Tjoi, 20. bis 24. November 2013 |
| ------------------------------------------------------------------ | ------------------------------------------------------------------ | ------------------------------------------------------------------ | ------------------------------------------------------------------ | ------------------------------------------------------------------ |
| Datum                                                              | Disziplin                                                          | Erster Platz                                                       | Zweiter Platz                                                      | Dritter Platz                                                      |
| 20. November 2013                                                  | 5 km klassisch                                                     | Julija Belorukowa                                                  | Alissa Schambalowa                                                 | Natalja Korosteljowa                                               |
| 21. November 2013                                                  | Sprint klassisch                                                   | Natalja Korosteljowa                                               | Olga Zarjowa                                                       | Oxana Ussatowa                                                     |
| 23. November 2013                                                  | Sprint Freistil                                                    | Alissa Schambalowa                                                 | Anna Povaliaeva                                                    | Jewgenija Oschtschepkowa                                           |
| 24. November 2013                                                  | 10 km Freistil                                                     | Anna Netschajewskaja                                               | Marina Ziatkova                                                    | Olga Repnizyna                                                     |

| 2. Eastern-Europe-Cup in Krasnogorsk, 22. bis 26. Dezember 2013 | 2. Eastern-Europe-Cup in Krasnogorsk, 22. bis 26. Dezember 2013 | 2. Eastern-Europe-Cup in Krasnogorsk, 22. bis 26. Dezember 2013 | 2. Eastern-Europe-Cup in Krasnogorsk, 22. bis 26. Dezember 2013 | 2. Eastern-Europe-Cup in Krasnogorsk, 22. bis 26. Dezember 2013 |
| --------------------------------------------------------------- | --------------------------------------------------------------- | --------------------------------------------------------------- | --------------------------------------------------------------- | --------------------------------------------------------------- |
| Datum                                                           | Disziplin                                                       | Erster Platz                                                    | Zweiter Platz                                                   | Dritter Platz                                                   |
| 22. Dezember 2013                                               | 30 km Freistil                                                  | Polina Ermoshina                                                | Alewtina Tanygina                                               | Jekaterina Chramzowa                                            |
| 23. Dezember 2013                                               | Sprint Freistil                                                 | Darja Godowanitschenko                                          | Julija Romanowa                                                 | Swetlana Nikolajewa                                             |
| 25. Dezember 2013                                               | 10 km klassisch                                                 | Anastassija Dozenko                                             | Jelena Soboljowa                                                | Alija Iksanowa                                                  |
| 26. Dezember 2013                                               | Teamsprint klassisch                                            | RusslandAnastassija Dozenko Natalja Matwejewa                   | RusslandOxana Ussatowa Darja Godowanitschenko                   | RusslandViktoria Melina Julija Belorukowa                       |

| 3. Eastern-Europe-Cup in Syktywkar, 23. bis 26. Februar 2014 | 3. Eastern-Europe-Cup in Syktywkar, 23. bis 26. Februar 2014 | 3. Eastern-Europe-Cup in Syktywkar, 23. bis 26. Februar 2014 | 3. Eastern-Europe-Cup in Syktywkar, 23. bis 26. Februar 2014 | 3. Eastern-Europe-Cup in Syktywkar, 23. bis 26. Februar 2014 |
| ------------------------------------------------------------ | ------------------------------------------------------------ | ------------------------------------------------------------ | ------------------------------------------------------------ | ------------------------------------------------------------ |
| Datum                                                        | Disziplin                                                    | Erster Platz                                                 | Zweiter Platz                                                | Dritter Platz                                                |
| 23. Februar 2014                                             | 10 km klassisch                                              | Olga Schtschutschkina                                        | Alija Iksanowa                                               | Polina Medvedeva                                             |
| 25. Februar 2014                                             | Sprint Freistil                                              | Natalja Matwejewa                                            | Natalja Korosteljowa                                         | Julija Romanowa                                              |
| 26. Februar 2014                                             | 15 km Skiathlon                                              | Marija Guschtschina                                          | Anna Netschajewskaja                                         | Marina Tschernoussowa                                        |

### Gesamtwertung Frauen
| Rang | Name                     | Punkte |
| ---- | ------------------------ | ------ |
| 1.   | Natalja Korosteljowa     | 342    |
| 2.   | Alissa Schambalowa       | 329    |
| 3.   | Julija Belorukowa        | 271    |
| 4.   | Julija Romanowa          | 259    |
| 5.   | Jewgenija Oschtschepkowa | 251    |
| 6.   | Anna Netschajewskaja     | 232    |
| 7.   | Anna Povaliaeva          | 222    |
| 8.   | Oxana Ussatowa           | 206    |
| 9.   | Viktoria Kuramshina      | 193    |
| 10.  | Lilija Wassiljewa        | 160    |
| 11.  | Alewtina Tanygina        | 159    |
| 12.  | Elena Serokhvostova      | 154    |
| 13.  | Viktoria Melina          | 143    |
| 13.  | Olga Schtschutschkina    | 143    |

| Rang | Name                   | Punkte |
| ---- | ---------------------- | ------ |
| 15.  | Swetlana Nikolajewa    | 141    |
| 16.  | Alija Iksanowa         | 140    |
| 17.  | Natalja Neprjajewa     | 136    |
| 17.  | Darja Godowanitschenko | 136    |
| 19.  | Olga Zarjowa           | 133    |
| 20.  | Marina Ziatkova        | 126    |
| 21.  | Marina Tschernoussowa  | 123    |
| 21.  | Olga Sergeeva          | 123    |
| 23.  | Olga Repnizyna         | 118    |
| 24.  | Larissa Rjassina       | 113    |
| 25.  | Oxana Glawatskich      | 112    |
| 26.  | Jelena Soboljowa       | 109    |
| 27.  | Polina Ermoshina       | 107    |
| 27.  | Jekatarina Woronzowa   | 107    |

| Rang | Name                 | Punkte |
| ---- | -------------------- | ------ |
| 29.  | Jekaterina Chramzowa | 106    |
| 30.  | Polina Medwedewa     | 105    |
| 31.  | Walentina Nowikowa   | 102    |
| 32.  | Marija Guschtschina  | 100    |
| 32.  | Anastassija Dozenko  | 100    |
| 32.  | Natalja Matwejewa    | 100    |
| 35.  | Ksenia Feller        | 92     |
| 36.  | Polina Kowaljowa     | 79     |
| 37.  | Anna Medwedewa       | 77     |
| 38.  | Anastassija Kasakul  | 76     |
| 39.  | Palina Lazarenkova   | 76     |
| 38.  | Anna Slepowa         | 76     |